# Daniel Amartey
Daniel Amartey (ur. 21 grudnia 1994) – ghański piłkarz, występujący na pozycji pomocnika, obecnie bez klubu oraz w reprezentacji Ghany. Srebrny medalista Pucharu Narodów Afryki 2015. Uczestnik Mistrzostw Świata 2022. Półfinalista Pucharu Narodów Afryki 2017. Uczestnik Pucharu Narodów Afryki 2021 i 2023.

## Kariera klubowa
Swoją karierę piłkarską Amartey rozpoczął w klubie International Allies. W 2011 roku zadebiutował w nim w drugiej lidze ghańskiej i grał w nim do końca sezonu 2012/2013.
W 2013 roku Amartey przeszedł do szwedzkiego Djurgårdens IF. W Allsvenskan zadebiutował 31 marca 2013 w przegranym 0:3 wyjazdowym meczu z Helsingborgiem. W maju 2013 wystąpił w przegranym po serii rzutów karnych finale Pucharu Szwecji z IFK Göteborg (po 120 minutach był wynik 1:1).
Latem 2014 Amartey został zawodnikiem duńskiego FC København, który zapłacił za niego kwotę 1,5 miliona euro. 20 lipca 2014 zaliczył w nim swój ligowy debiut, w zremisowanym 0:0 wyjazdowym meczu z Silkeborgiem. W sezonie 2014/2015 wywalczył wicemistrzostwo Danii oraz zdobył Puchar Danii (wystąpił w wygranym 3:2 finale z FC Vestsjælland).

## Kariera reprezentacyjna
Amartey grał w młodzieżowych reprezentacjach Ghany. W 2013 roku wystąpił z reprezentacją Ghany U-20 na Mistrzostwach Świata U-20. Ghana zajęła na nich 3. miejsce.
W dorosłej reprezentacji Ghany Amartey zadebiutował 19 stycznia 2015 w przegranym 1:2 meczu Pucharu Narodów Afryki z Senegalem, rozegranym w Mongomo. Na tym turnieju zagrał również w meczach z Algierią (1:0) i z Republiką Południowej Afryki (2:1). Z Ghaną zajął 2. miejsce w tym turnieju.